# Indophantes kalimantanus
Indophantes kalimantanus är en spindelart som beskrevs av Michael Ilmari Saaristo och Andrei V. Tanasevitch 2003. Indophantes kalimantanus ingår i släktet Indophantes och familjen täckvävarspindlar. Inga underarter finns listade i Catalogue of Life.